# Pedro Izquierdo de Moya
Pedro Izquierdo de Moya (también conocido como Casas de Pedro Izquierdo) es una pedanía de Moya, provincia de Cuenca (Comunidad de Castilla-La Mancha, España).
Junto con «El Arrabal de Moya», «Huertos de Moya», y «Santo Domingo de Moya», forma parte de las aldeas de la villa de Moya, cabecera del antiguo Marquesado de Moya. 

## Historia
Pascual Madoz, a mediados del siglo XIX (1848), al decir de Moya la define como «villa con ayuntamiento y cabeza del marquesado, que comprende 34 pueblos». Asimismo, refiere que «Consta de 330 CASAS, inclusas las del arrabal y barrios de Santo Domingo y San Pedro; las 90 que dentro de los muros hay son de buena construcción y cómodas, no así las del arrabal y los barrios, que en general valen poco».
El estadista computa más de tres centenares de casas en la villa, incluyendo las de «El Arrabal» y «San Pedro». Respecto de sus iglesias dice que tras la supresión de seis de sus iglesias quedaron dos, «la principal bajo la advocación de la Santísima Trinidad, (que) está servida por un cura de primer ascenso y por varios tenientes para los 7 anejos de Santo Domingo, Pedro Izquierdo, Fuente del Espino (Fuentelespino de Moya), Garavalla (Garaballa), Campalbo (Graja de Campalvo), Manzaneruela y Masegar».
Al decir de sus iglesias pone como principal la de la «Santísima Trinidad», intramuros de la villa, reseñando a Pedro Izquierdo como uno de los siete anejos, atendidos todos ellos por varios tenientes o vicarios.

## Geografía
La población se halla en el trayecto de la CUV-5008 que une la CN-330 con la CUV-5003 EN Santo Domingo de Moya, la aldea donde actualmente está el Ayuntamiento:

«El caserío se halla en la cota media y baja del cerro de San Cristóbal, cuya cima corona la humilde ermita de su nombre. Se trata de una aldeita encarada al poniente y bien soleada, desde donde se divisa Santo Domingo, cuyo poblado se halla al frente, en la explanada, y el cerro alomando de Moya, con sus murallas y ruinas desdentadas... Desde el villorrio, el espectáculo hacia  poniente es magnífico, grandioso, cambiante según la estación y la hora del día: resulta aconsejable subir hasta el cerro para degustar a placer esta maravilla de entretenimiento visual y sensitivo que nos brinda la naturaleza, distracción agradabilísima que desde su altura se multiplica en los cuatro puntos cardinales».
La iglesia de Santa Elena en Pedro Izquierdo, aldea de Moya (Cuenca), Alfredo Sánchez Garzón

Por la localidad discurre el trayecto del Camino de la Vera Cruz desde los Pirineos, que une Puente la Reina (Navarra) y Caravaca de la Cruz (Murcia), vía el Rincón de Ademuz y las tierras de Moya (Cuenca).-

## Demografía
Evolución censal de Pedro Izquierdo de Moya (Cuenca), 2002-2015.
|         | 2002 | 2003 | 2004 | 2005 | 2006 | 2007 | 2008 | 2009 | 2010 | 2011 | 2012 | 2013 | 2014 | 2015 |
| Varones | 21   | 41   | 38   | 36   | 37   | 34   | 32   | 32   | 24   | 29   | 23   | 23   | 24   | 24   |
| Mujeres | 15   | 39   | 37   | 37   | 33   | 28   | 27   | 29   | 23   | 24   | 21   | 20   | 17   | 16   |
| Total   | 36   | 80   | 75   | 73   | 70   | 62   | 59   | 61   | 47   | 53   | 44   | 43   | 41   | 40   |

Población del Padrón Continuo por Unidad de Población (INe).

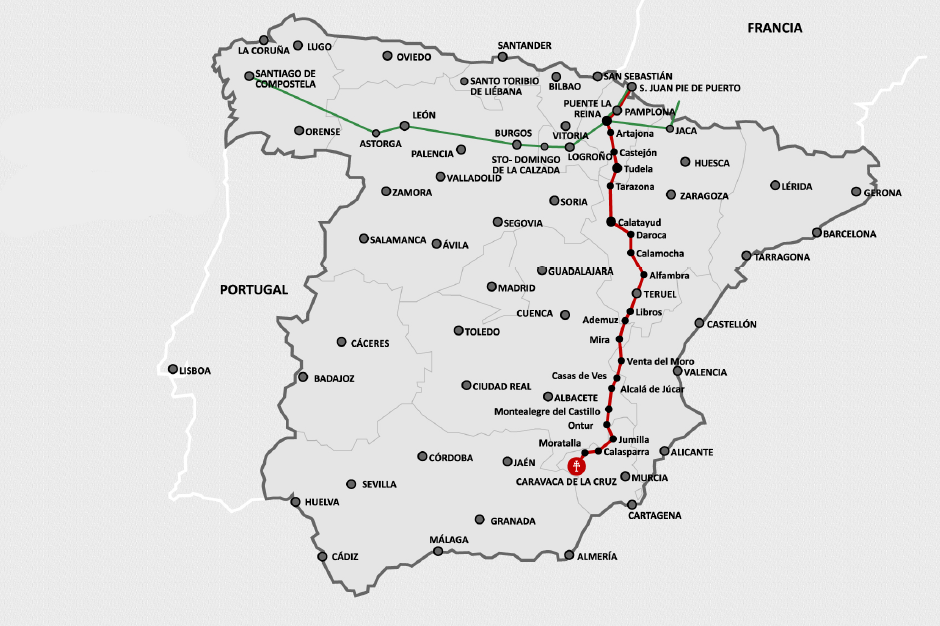
Mapa de España, con detalle del Camino de la Vera Cruz desde los Pirineos, en rojo.

El padrón de 2015 computó 40 habitantes en Pedro Izquierdo de Moya: 24 varones y 16 mujeres. Se trata pues de una población recesiva, con predomino de varones.
Su censo se halla incluido en los  171 habitantes de Moya (Cuenca), (INE 2015).

## Patrimonio histórico-artístico

### Arquitectura religiosa
- Destaca la Iglesia parroquial de Santa Elena, notable edificio del siglo XVII, próximo al cementerio viejo, cuya fábrica puede ser reconstrucción de otras anteriores.

### Arquitectura civil
- Fuente vieja, con abrevadero (1925).
- Lavadero público.
- Fuente del pilón, en la plaza principal del lugar.

## Fiestas locales
- Día de la Cruz, se celebra el 3 de mayo: los vecinos suben a la ermita de Santa Bárbara y se bendicen los campos.
- Santa Elena, patrona del pueblo, bajo cuya advocación se halla la iglesia, se celebra el 18 de agosto.

Respecto a las celebraciones locales -Elisa Paulina Giménez Millán (Pedro Izquierdo, 1930)-:

«[El día de la Cruz] El pueblo ofrece pan y vino a todo el que viene ese día... La gente se sube de fiambre y come allí (en el cerro de la ermita de Santa Bárbara). Antiguamente, cuando había mucha gente en la aldea se hacía mitad y mitad, un año una parte de los vecinos y al siguiente la otra: Pero hoy día, como quedamos pocos, la caridad la hace todo el pueblo... El día 18 de agosto, cuando se celebra la patrona –Santa Elena-, se sube la imagen en procesión hasta el lavadero: Allí se hace la bendición del pan y el vino y se ofrece en caridad a toda la gente que asiste...».
La iglesia de Santa Elena en Pedro Izquierdo, aldea de Moya (Cuenca), Alfredo Sánchez Garzón

## Galería

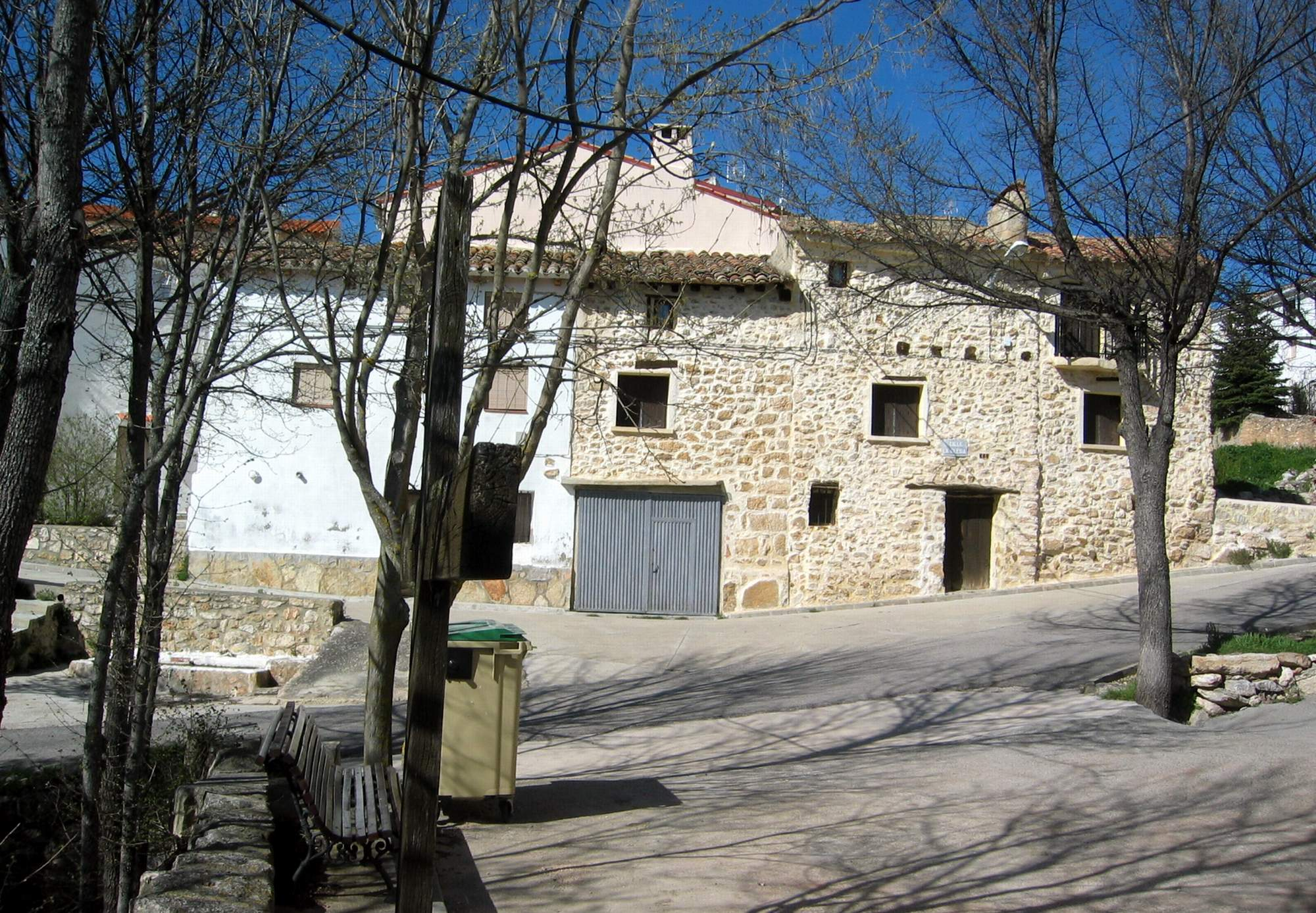
Vista parcial del caserío de Pedro Izquierdo de Moya (Cuenca), desde la placeta de la parroquial, 2013.
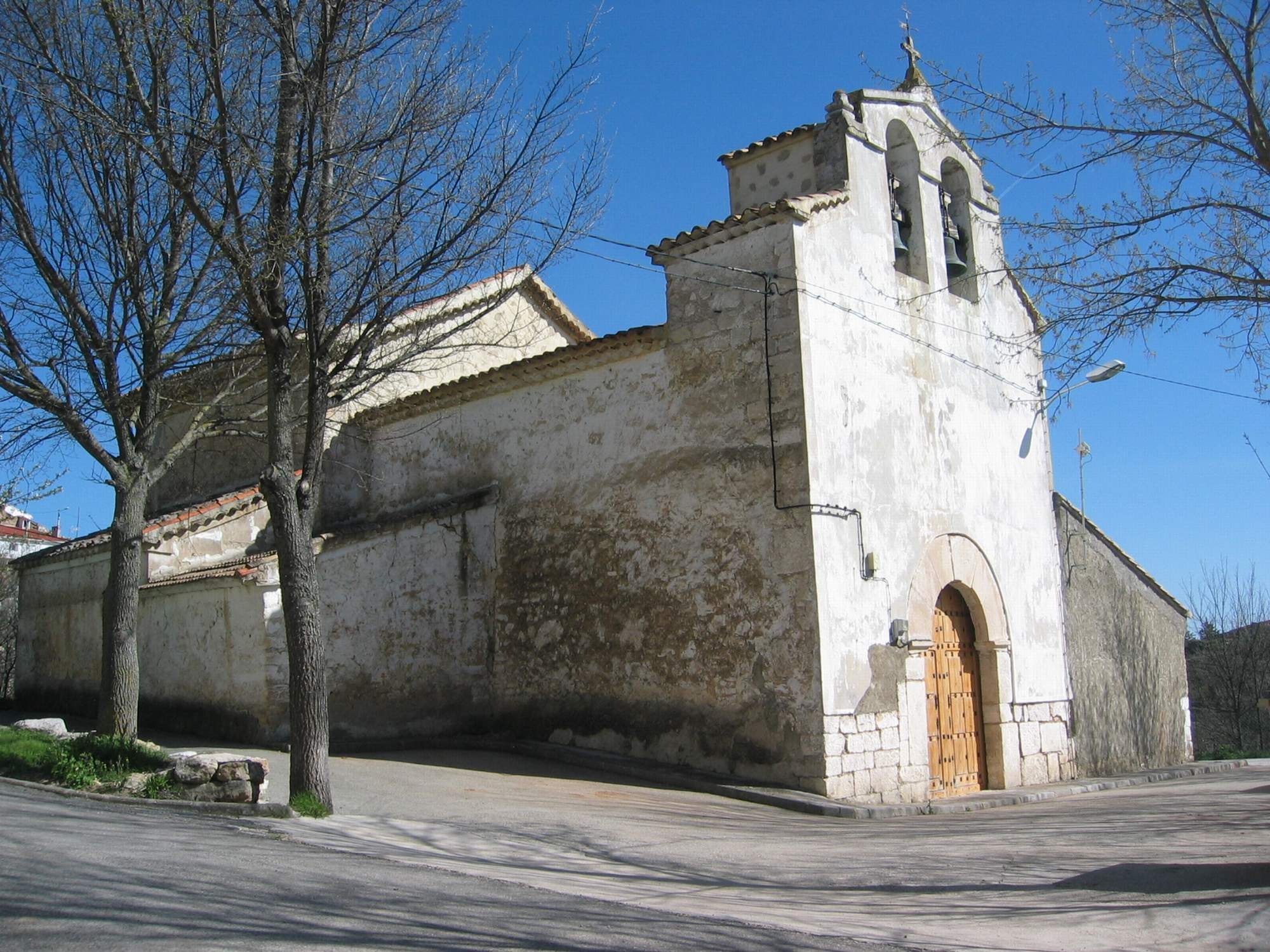
Vista fronto-lateral izquierda de la parroquial de Santa Elena, año 2013.
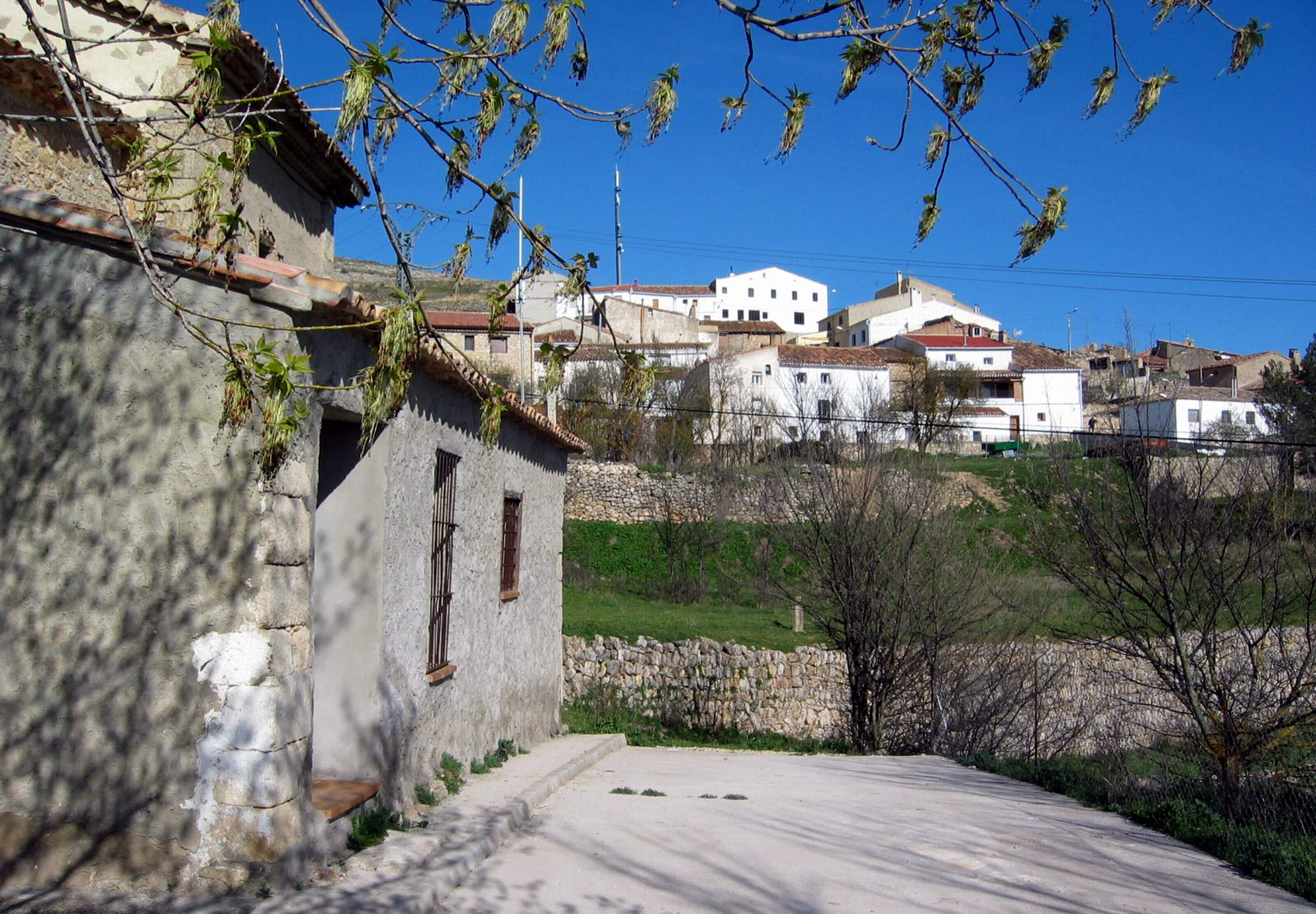
Vista parcial del caserío de Pedro Izquierdo de Moya (Cuenca), desde la parroquial, 2013.
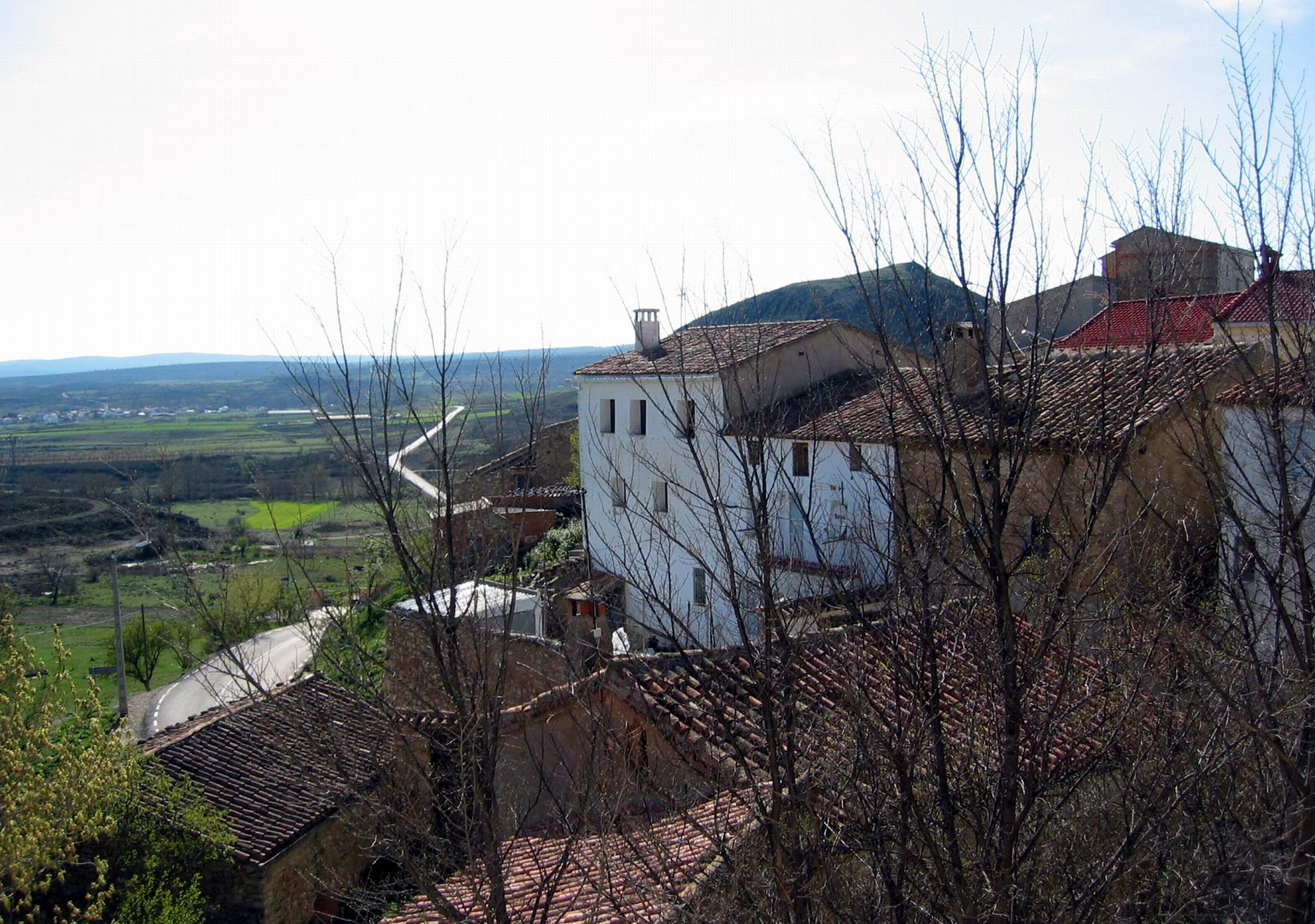
Vista parcial del caserío de Pedro Izquierdo de Moya (Cuenca), desde la espadaña de la parroquial, 2013.
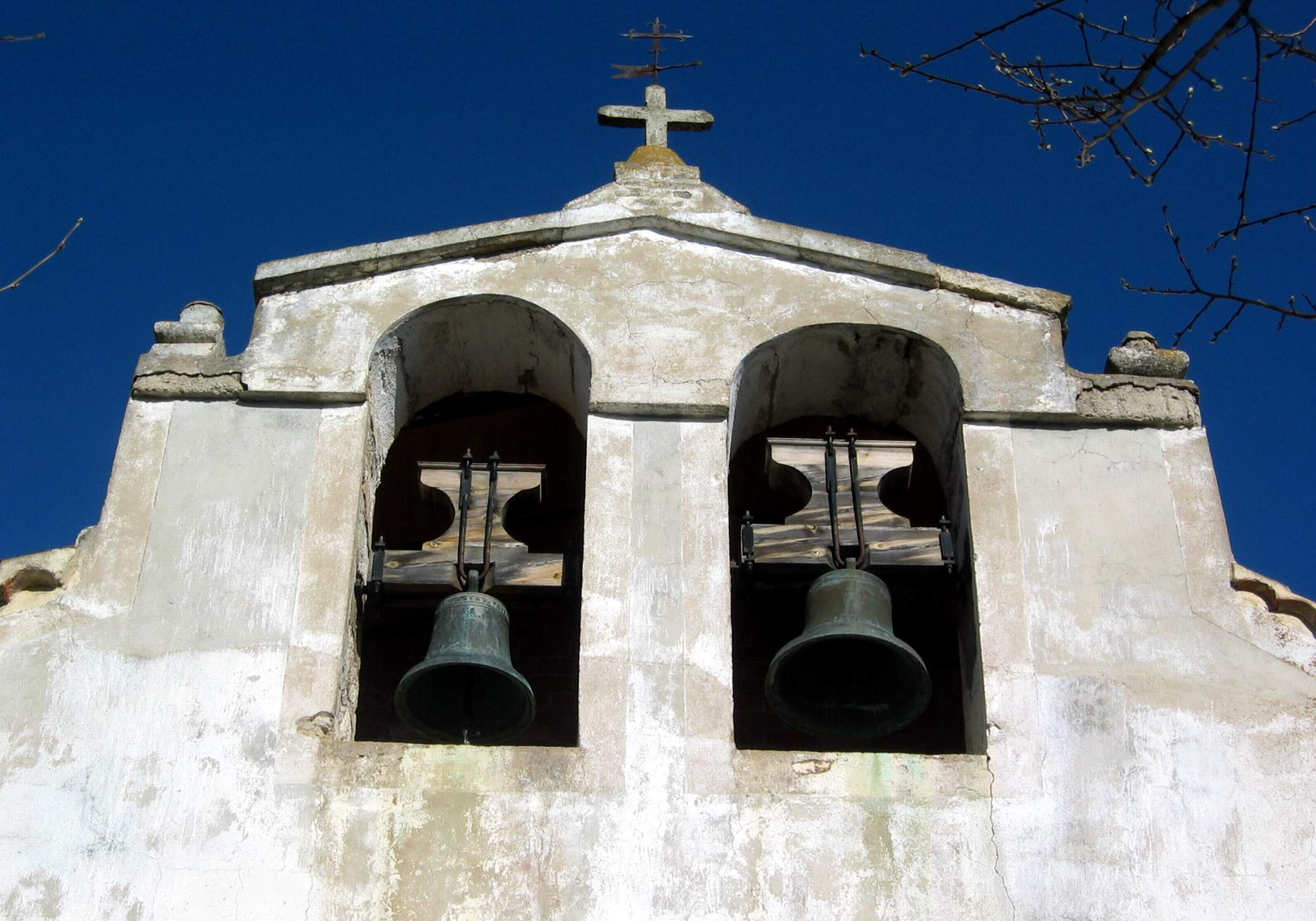
Detalle de la espadaña y campanas de la parroquial de Santa Elena, año  2013.
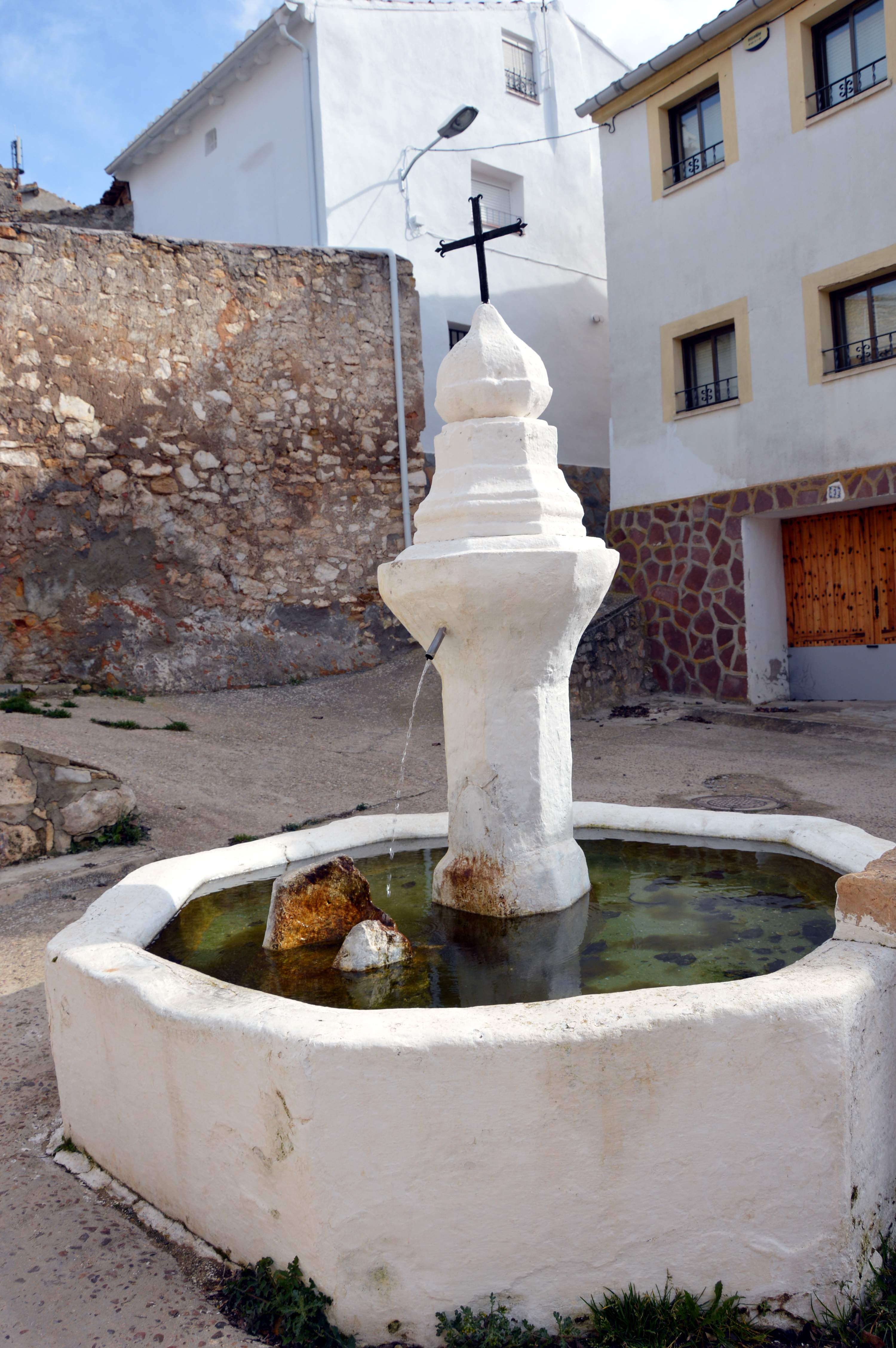
Fuente del Pilón en Pedro Izquierdo de Moya (Cuenca), año 2017.